# 崙背奉天宮
23°45′40″N 120°21′12″E / 23.761021°N 120.353442°E
崙背奉天宮位於臺灣雲林縣崙背鄉，崙背圓環最西面，主祀天上聖母，創建於1797年（嘉慶二年），至今已有二百餘年的歷史，陪祀五穀先帝、註生娘娘、福德正神，為崙背鄉內歷史最悠久的廟宇。

## 歷史
位於崙背市中心，為崙背鄉內歷史最悠久的廟宇，創建於1797年（嘉慶二年）。嘉慶初年，因本地連年苦旱欠收，加上瘟疫流行，庄民瀕臨疾病交迫，人心惶恐之際，庄內有心人士廖清新先生提議，迎請湄洲天上聖母聖駕遶境驅邪，祈安植福，在媽祖神威顯赫下，三日後疫疾頓然消失，萬物回春，於是庄民集議興建一座竹茅廟宇奉祀，嘉慶二年竣工，定名「奉天宮」。1887年（光緒十三年）重修廟宇。
1931年（昭和六年）地方士紳發起重建廟宇，1967年（民國五十六年）經當時主任委員會李來枝等委員發起由本庄三村眾信徒樂捐，將廟貌重新油漆刷新，1969年（民國五十八年）再翻修廟頂，1973年（民國六十二年）在廟左側再興建香客大樓二棟。

## 事蹟
1925年（大正十四年）歲次乙丑年農曆八月初三日本宮天上聖母，奉玉帝玉旨，代天巡狩出巡雲林縣內（虎尾溪北）各鄉鎮村落達十數天，當時媽祖聖駕所到之處，民眾都出庄迎接膜拜，庄內如有病人，祈求媽祖神靈庇佑均能一一痊癒，甚至有癒後親自到媽祖聖駕前叩謝。
第二次世界大戰末期，台灣時遭盟軍飛機轟炸，慘不堪言，崙背也屢遭空襲，無數次的轟炸與掃射在媽祖神威庇蔭之下，全莊信眾均能化險為夷，平安無事。
傳說1945年（昭和二十年）農曆三月十九日，盟軍又在崙背空襲，投下一枚500公斤之炸彈，崙背莊民大驚失色，奉天宮天上聖母顯靈，將該枚炸彈引經本宮屋頂，並將炸彈信管抽出並卡在本宮屋頂龍鬚上，而炸彈繼續向下衝行，將距本宮五十公尺處之一口防火用儲水池衝碎，再衝斷一支電線桿後，向上衝入一棟木造樓房之二樓，停住在主人臥室房之床上，幸該炸彈信管已卡住本宮屋頂之龍鬚上，雖經衝撞亦未爆炸，附近居民幸免於難。日本軍方派員勘驗時，亦百思莫解，嘖嘖稱奇。
此次炸彈未爆事件，崙背庄民認為媽祖顯靈，拯救黎民，莊民逐不顧日本警方對宗教信仰之禁令，紛紛到本宮參拜媽及眾神祇，遠近信眾來宮參拜者絡繹不絕，一時香火鼎盛，連日本警察都無法阻止，竟解禁民眾對媽祖之信仰。
同年農曆四月某日下午本庄再遭受轟炸，盟機連續投下四枚炸彈，情況萬分危急，幸好媽祖又大發神威，將四枚炸彈引離莊外南方約1000公尺處，始墜落在大排水溝底爆炸，留下四個大洞坑，並無人畜傷亡。如在崙背庄內爆炸，後果就不堪設想。至今庄民尚津津樂道，念念不忘媽祖之大恩大德。

## 外部連結
- 官方网站
- 崙背奉天宮的Facebook專頁